# Massimo Riga
Massimo Riga (14 dicembre 1958) è un allenatore di pallacanestro italiano.
Ha allenato in Serie A1 femminile Partenio Avellino, Basket Ferrara, Pantere Caserta (poi Maddaloni), Virtus Viterbo e Reyer Venezia, PB 63 Battipaglia, Pall. Torino.

## Carriera
Massimo Riga ha iniziato ad allenare le giovanili della Stelle Marine Ostia, società con la quale è rimasto legato dal 1976 al 1998. In venti anni, ha ricoperto la carica di capoallenatore della squadra femminile, che ha condotto ad una promozione in Serie A2 d'Eccellenza, e quella maschile, in Serie B.
Il suo esordio in Serie A1 è della stagione 1984-85, con la Carisparmio Avellino. Nel 1986 partecipa anche alla Coppa Ronchetti. Ritorna nella massima serie nel 1989-90, con il Basket Ferrara.
Dopo vari anni di Serie A2, viene promosso sulla panchina delle Pantere Caserta e rimane con la squadra campana anche in seguito al trasferimento a Maddaloni. Nel 2006-07 allena la Gescom Viterbo e nel 2007-08 è all'Umana Venezia, disputando l'Eurocup vincendo la Coppa Italia di pallacanestro femminile 2008 e successivamente la Supercoppa italiana sempre nel 2008. Durante la seconda stagione all'Umana Venezia (2008-09) disputa l'Eurolega e arriva alla Finale scudetto.
Nel dicembre 2012 subentra sulla panchina del Minibasket Battipaglia, ottendendo la promozione dalla Serie A2 alla Serie A1 nella stagione 2012-13. Dopo tre stagioni in Serie A1 viene esonerato prima del termine della stagione 2016-17.
Nella stagione successiva (2017-18) viene annunciato sulla panchina della Pallacanestro Torino, rimanendoci per tre anni. 
Dopo una stagione di stop nel 2020 a causa del covid, approda alla Libertas Basket School di Udine. Nella stagione 2021-22 ha partecipato la Coppa Italia di Serie A2 e raggiunto la Finale per la promozione in Serie A1.
Inoltre si contano numerose partecipazioni alle competizioni internazionali con le Nazionali giovanili femminili, con cui ha vinto due argenti nel 2013 e 2016 e un bronzo nel 2014. 
Il 25 aprile 2019 viene pubblicato un suo video sulle pagine social del Sand Basket (basket sulla sabbia) diventando testimonial della disciplina.

## Palmarès
- Campionato italiano: 4
Stelle Marine Ostia: 1997-98 - Promozione in Serie A2
Acquario Palestrina 1999-2000 - Promozione in Serie A2
Pantere Caserta: 2002-03 - Promozione in Serie A1
PB63 Battipaglia: 2012-2013 - Promozione in Serie A1
- Coppa Italia: 1
Reyer Venezia: 2008
- Supercoppa italiana: 1
Reyer Venezia: 2008